# 馬里寧
50°48′11″N 27°6′11″E / 50.80306°N 27.10306°E
馬里寧（烏克蘭語：Маринин），是烏克蘭西北部的村莊，隸屬里夫內州的里夫內區。該村始建於1488年，面積1.35平方公里，海拔高度209米，2001年人口931，人口密度每平方公里689.6人。